# 永代借地権
永代借地権（えいたいしゃくちけん:perpetual leasehold）は、安政五カ国条約等によって定められた永久的な土地の賃借権。条約改正が終わった後も依然として残されていた。不平等条約最後の規定である。

## 概説
居留地に在住する外国人は、永代借地契約証書（永代借地券）に基づいて居留地内の土地を半永久的（相続による子孫への継承も可能）に賃貸を受ける権利を与えられていたが、地代は形だけ払えばよく、かつ賃貸した土地にかかる地租などの租税を免除されるなど、賃貸した土地に対して日本人が持つ土地所有権よりも有利な権利を有していた。
条約改正の際にも問題になったものの、居留地内の土地に限定された話であり、領事裁判権や関税自主権に比べて日本側の実害が乏しいことから日英通商航海条約締結時には放置されていたが、同条約の発効時によって居留地が廃止された時に永代借地に対して地租がかけられるのかで日本政府と外交団との間で論争が発生した。そこで1902年に日本の小村寿太郎外務大臣によって常設仲裁裁判所に提訴されたが、日本側敗訴に終わった。
もっとも、相手国と戦争状態に陥った場合には永代借地権の根拠である条約そのものが破棄されてしまうために清国（中国）・ロシア・ドイツの3か国は対日宣戦布告時にこの権利を剥奪されている。
その後、関東大震災によって横浜の居留地の地価が下がったことを機に外国人側から永代借地権を買い取る構想が持ち上がったが、日本側の財政事情もあり交渉は難航。1928年、外国人自身が自発的に永代借地権を放棄して土地所有権に替えることも可能にしたが、免税の有利性を放棄する外国人はほとんどいなかった。イギリスから借地権の期限を安政5年から99か年の期間に限ろうとする提案もなされたが頓挫した。
1937年に現時点で永代借地権を保持していたイギリス・アメリカ・フランス・オランダ・イタリア・ポルトガル・デンマーク・スイスの8か国と交換公文を交わし、1942年4月に全ての永代借地権が土地所有権に切り替わって課税などの対象になることが合意された。
なお、1941年12月8日の太平洋戦争の勃発によってイギリス・アメリカ・オランダが日本に宣戦布告したことにより、日本側はこの3か国の永代借地権を剥奪することも可能とはなったが、実際には剥奪を行うことはなく、4か月後に当初の予定通り永代借地権の解除が行われている。